# Нюрнбергски процеси
Нюрнбергските процеси са съдебни дела срещу държавни лица, замесени във Втората световна война и Холокоста по време на нацисткия режим. Процесите се провеждат в град Нюрнберг, Германия от 1945 г. до 1949 г.
Първият и най-известният е Процесът срещу основните военни престъпници пред Международния военен трибунал, на който са обвинени 24 от най-известните лидери на Нацистка Германия. Той протича от 20 ноември 1945 г. до 1 октомври 1946 г.
Вторият процес е по-малък, за военни престъпления и е воден от Нюрнбергския военен трибунал на САЩ. В него е включен и така нареченият Докторски процес.

## Предистория
Присъдите на Международния трибунал в Нюрнберг осъждат не само нацизма, но и милитаризма, макар и само този на победените. „Процесът на века“ (ХХ), както и тези на Нюрнбергския военен и на Токийските трибунали срещат широк отзвук сред много народи, като дават и тласък на международното наказателно право.
През XVII век във войните в Европа загиват 3 млн. души, през XVIII век – 5,2 млн., през XIX век – 5,5 млн. През XX век жертвите в Първата световна война са 10 млн., а във Втората – 50 млн., като само загубите на СССР са 26 млн. Втората световна война е съпроводена с извършването на много злодеяния, зверства и геноцид.

## Организация на трибунала
На Лондонската конференция, проведена от 26 юни до 8 август 1945 година, СССР, САЩ, Великобритания и Франция сключват „Лондонското споразумение“ („Нюрнбергска харта“), неразделна част към което е Уставът на Международния военен трибунал. Впоследствие към споразумението се присъединяват 23 държави (според други източници – 19). С резолюция от 11 декември 1946 г. Общото събрание на ООН потвърждава принципите на международното право, залегнали в устава.
На 29 август 1945 година е публикуван първият списък с обвиняемите, състоящ се от 24 политици, военачалници и идеолози на националсоциализма.
Процесът има огромно значение за осъждането за пръв път на военни престъпления. В последните дни на войната Хитлер, Химлер и Гьобелс се самоубиват. За разлика от тях обаче повечето от най-активните държавни ръководители и партийни дейци попадат на подсъдимата скамейка.
От деня на завършването на Втората световна война до началото на процеса минават малко повече от 6 месеца. За това време са разработени устав, правила и процедури на Международния съд, събрани са и са систематизирани основните доказателства на обвинението, съставено е обвинителното заключение.
Обемът на доказателствения материал, представен от обвинението е огромен. Трибуналът трябва да прегледа повече от 3000 документа, да разпита около 200 свидетели, включително маршал Фридрих Паулус. Изправянето му на скамейката се оказва сред най-драматичните епизоди на процеса. Всички подсъдими, намирали се на подсъдимата скамейка, считали, че е загинал в Битката при Сталинград, били потресени, когато той се изправя да свидетелства срещу тях. Съдът приема и около 300 писмени показания.

## Съдии, прокурори и адвокати
Съдийски състав
- полковник сър Джефри Лорънс (главен съдия, Великобритания)
- сър Норман Бъркет (заместник, Великобритания)
- Франсис Байдел (главен съдия, САЩ)
- Джон Паркър (заместник, САЩ)
- професор Анри Донедю дьо Вабр (главен съдия, Франция)
- Робер Фалко (заместник, Франция)
- генерал-майор Йона Никитченко (главен съдия, СССР, заместник-председател на ВС на СССР, участвал в показните процеси на Сталин)
- полковник Александър Волчков (заместник, СССР)

Прокурори
- Робърт Х. Джаксън – главен прокурор от САЩ
- сър Хъртли Шоукрос – от Великобритания
- генерал-лейтенант Роман Руденко – от СССР
- Франсоа дьо Ментон и Аугуст Шамптие де Рибез – от Франция

Адвокати
- Телфорд Тейлър
- майор сър Дейвид Максуел-Фейв
- сър Джон Уилър-Бенет
- Антъни Мареко

## Начало на процеса
Първият и единствен процес от Международния военен трибунал се провежда в Нюрнбергската съдебна палата (Дворец на правосъдието). Всички прозорци на залата са били зазидани и напълно е отсъствала дневна светлина. Залата е от тъмно зелен мрамор. На стените има барелефи – символи на правосъдието. По време на процеса стенографите са сменявани на всеки 25 минути. Кинооператори и фотографи от цял свят правели снимки, през специално направени стъклени отвори в стената, извършвал се и звукозапис.
В най-високата част на залата седи съдебният състав: най-вляво – американците Джон Паркър и Франсис Байдел, подполковник А. Волков и генерал-майор Й. Никитченко, англичаните лорд Беркет и сър Лорънс и французите дьо Вабр и Р. Фалко.
Едно ниво пред тях, успоредно е разположен секретариатът. Още едно ниво под тях – стенографите. В дясната част са разположени местата на членовете на обвинението и техните сътрудници. Зад тях са местата на представителите на пресата. Вляво от изхода – скамейката на подсъдимите. Преди всяко заседание ги довеждат един по един, при засилена охрана. Скамейката на подсъдимите е обкръжена от войници от американската военна полиция. Пред тях на специални места са разположени адвокатите. На втория етаж на залата има балкон за гости.
Това е обстановката, в която се провеждат заседанията около 1 година. Съдебният процес започва на 20 ноември 1945 и завършва на 1 октомври 1946 година. Трибуналът провежда 403 съдебни заседания, стенографирани в 20 228 страници в руския вариант.
В първия ден на процеса в кратко встъпително слово за правотата и основанията на Международния военен трибунал, председателят заявява:
„Процесът, който започва, е уникален по рода си в историята на световното право и той има огромно обществено значение за хората по света. По тази причина върху нашите плещи лежи огромна отговорност и ние сме длъжни честно и добросъвестно да изпълним своите задължения, без каквито и да е пристрастия, съобразно със свещените принципи на правото и справедливостта.“
Германските лидери се държали непринудено и спокойно. Те приказвали помежду си, пишели бележки на адвокатите си, водели пространни бележки от разпитите на свидетелите.

## Главно дело и присъди

### Обвинения
Планове на Нацистката партия
- Използване на Нацистката партия за агресия срещу суверенни държави.
- Агресивни действия срещу Австрия и Чехословакия.
- Нападение срещу Полша.
- Агресивна война срещу целия свят (1939 – 1941).
- Нападение срещу СССР в нарушение на Договора за ненападение между Германия и СССР от 23 август 1939 година.
- Съвместно с Италия и Япония – агресивна война срещу САЩ (ноември 1936 – декември 1941 година).

Престъпления срещу мира 
- Всички обвиняеми сами или съвместно са участвали до 8 май 1945 година в „престъпления срещу мира – планиране, подготовка, иницииране и разпореждане на агресивна война в нарушение на международни закони и споразумения; конспирация за извършване на тези престъпления“.

Престъпления срещу човечеството
- Убийства, изтребления, депортация, поробване на цивилно население преди или по време на война; преследване по политически, расови или религиозни причини, независимо дали са извършени в нарушение на националното законодателство. Обвиняемите са провеждали политика на преследване, репресии и изтребление на враговете на нацистката диктатура и правителство. Убиване и изтезаване на хора без съд и присъда.

Военни престъпления
- Нарушаване на законите на войната, убийства, депортации и принудителен труд на мирно население и военнопленници, разрушаване на селища без военна нужда. Трибуналът търси индивидуална отговорност от лидерите, организаторите, подстрекателите и съучастниците за осъзнато участие в създаването на система на беззаконие, несправедливост и жестокост, срещу всички законни и морални принципи на цивилизования свят.
- Убийства и жестоко отношение към хора в окупираните територии и по море.
- Използване на населението на окупираните територии за роби и др.
- Убийства и жестоко отношение с военнопленници и военнослужещи, с които Германия се намира в състояние на война, а също така с хора, плаващи по море.
- Разрушения на градове и села без военна необходимост от това.
- Германизация на окупираните територии.

### Присъди
1. Организиране и изпълнение на престъпления срещу мира
2. Планиране, организиране и провеждане на война, агресия и други престъпления срещу мира
3. Военни престъпления
4. Престъпления срещу човечеството

О – Обвинен
В – Обвинен и признат за виновен
º – Няма повдигнати обвинения
| Име                   | Точки на обвинението | Точки на обвинението | Точки на обвинението | Точки на обвинението | Присъда             | Бележки |
|                       | 1                    | 2                    | 3                    | 4                    |                     | |
| --------------------- | -------------------- | -------------------- | -------------------- | -------------------- | ------------------- | --- |
| Мартин Борман         | О                    | º                    | В                    | В                    | Смърт чрез обесване | Наследник на Хес като секретар на Нацистката партия, след бягството на Рудолф Хес в Англия. Личен секретар на Хитлер. Получава задочно смъртна присъда, въпреки че защитата пледира, че Борман е мъртъв, давност до 1972 г. Обявен за мъртъв от западногермански съд през 1973 година.                               |
| Карл Дьониц           | О                    | В                    | В                    | º                    | 10 години затвор    | Командващ Военноморския флот на Германия. Президент на Германия след смъртта на Хитлер Архив на оригинала от 2012-08-19 в Wayback Machine.. Обвиненията отправени към Дьонитц са основно свързани с многото потопени кораби от поверените му подводни сили.                                                          |
| Ханс Франк            | О                    | º                    | В                    | В                    | Смърт чрез обесване | Първоначално губернатор на Краков, а по-късно генерал-губернатор на окупирана Полша, член на СС Архив на оригинала от 2006-11-17 в Wayback Machine. |
| Вилхелм Фрик          | О                    | В                    | В                    | В                    | Смърт чрез обесване | Министър на вътрешните работи при управлението на Хитлер. |
| Ханс Фридцше          | О                    | О                    | О                    | º                    | Невинен             | Завеждащ нацистката пропаганда в Министерството на пропагандата. Заместник на Йозеф Гьобелс Архив на оригинала от 2006-12-31 в Wayback Machine. |
| Валтер Функ           | О                    | В                    | В                    | В                    | Доживотен затвор    | Министър на икономиката при Хитлер Архив на оригинала от 2007-01-04 в Wayback Machine. |
| Херман Гьоринг        | В                    | В                    | В                    | В                    | Смърт чрез обесване | Райхсмаршал, Командващ Луфтвафе (военновъздушните сили на Германия). Самоубива се с отрова преди екзекуцията. |
| Рудолф Хес            | В                    | В                    | О                    | О                    | Доживотен затвор    | Заместник на Хитлер; в опит да сключи мир с Великобритания, пилотирайки самолет, се отправя към Шотландия през 1941, където е задържан от британски военни като военнопленник Архив на оригинала от 2006-12-21 в Wayback Machine.                                                                                    |
| Алфред Йодл           | В                    | В                    | В                    | В                    | Смърт чрез обесване | Заместник на Кайтел; през 1953 година Германският денацификационен съд го оневинява за престъпления срещу международните закони. |
| Ернст Калтенбрунер    | О                    | º                    | В                    | В                    | Смърт чрез обесване | СС лидер, шеф на централата на нацисткото разузнаване. Сред създателите на концентрационните лагери Архив на оригинала от 2007-01-03 в Wayback Machine. |
| Вилхелм Кайтел        | В                    | В                    | В                    | В                    | Смърт чрез обесване | Главнокомандващ Вермахта (OKW). |
| Густав Круп фон Болен | О                    | О                    | О                    | О                    | Невинен             | Главен нацистки индустриалец. |
| Роберт Лай            | О                    | О                    | О                    | О                    | Без обвинения       | Председател на германския трудов фронт, самоубива се преди началото на процеса на 25 октомври 1945 г. |
| Константин фон Нойрат | В                    | В                    | В                    | В                    | 15 години затвор    | Министър на външните работи до 1938, наследен от Рибентроп; освободен поради влошено здравословно състояние на 6 ноември 1954 Архив на оригинала от 2007-01-03 в Wayback Machine. |
| Франц фон Папен       | О                    | О                    | º                    | º                    | Оправдан            | Канцлер на Германия до 1932 г., става вицеканцлер след 1933 година; по-късно посланик в Турция. Въпреки че е оправдан от Нюрнбергския процес, по-късно, през 1947 година, на Германския денацификационен процес е намерен за виновен по обвинения във военни престъпления и осъден на 8 години тежък физически труд. |
| Ерих Редер            | В                    | В                    | В                    | º                    | Доживотен затвор    | Командващ военноморските сили до 1943 година, наследен от Дьониц; освободен поради здравословни причини на 26 септември 1955 Архив на оригинала от 2007-01-03 в Wayback Machine. |
| Йоаким фон Рибентроп  | В                    | В                    | В                    | В                    | Смърт чрез обесване | Нацистки министър на външните работи Архив на оригинала от 2006-12-11 в Wayback Machine. |
| Алфред Розенберг      | В                    | В                    | В                    | В                    | Смърт чрез обесване | Главен идеолог на националсоциализма, по-късно протектор на окупираните територии. |
| Франц Сюкел           | О                    | О                    | В                    | В                    | Смърт чрез обесване | Главен идеолог на програмата за принудително използване на военнопленници и граждани като работна ръка. |
| Ялмар Шахт            | О                    | О                    | º                    | º                    | Оправдан            | Довоенен президент на Райхсбанк. |
| Балдур фон Ширах      | О                    | º                    | º                    | В                    | 20 години затвор    | Главнокомандващ Хитлеровата младеж. Разкаял се. |
| Артур Зайс-Инкварт    | О                    | В                    | В                    | В                    | Смърт чрез обесване | Губернатор на окупирана Нидерландия. |
| Алберт Шпеер          | º                    | º                    | В                    | В                    | 20 години затвор    | Личен архитект на Хитлер и негов близък приятел. След войната издава мемоари, в които изказва съжаление за ролята си в Третия райх. |
| Юлиус Щрайхер         | О                    | º                    | º                    | В                    | Смърт чрез обесване | Възбудител на преследвания срещу евреите, издател на антисемитския вестник „Дер Щурмер“. |

Контролният съвет (от страните победителки) отхвърля молбите за помилване.

## Организации признати за престъпни от трибунала
Трибуналът обявява за престъпни организации ръководния състав на NSDAP, SS, SD, Гестапо, Аненербе и отхвърля искането относно правителството, върховното командване, генералния щаб и SA.

## Спор за легитимността на трибунала
След войната юристи, историци и други специалисти от Европа и САЩ изказват съмнения относно легитимността на съда и справедливостта на присъдите. Основните доводи на тези критики са фактите, че са издадени присъди според закони, които не са били в сила по време на извършване на деянието – закон „пост фактум“, и че в съдебния процес участват вместо юристи от неутрални страни като Швейцария, Португалия и Швеция единствено и само съдии и прокурори от държави, воювали срещу и осъществяващи окупация на Германия, което превръща трибунала в типичен пример за „правосъдие на победителя“. По думите на британския фелдмаршал Бърнард Монтгомъри това прави загубата на войната престъпление. С участието в процеса на Съветския съюз един тоталитарен режим съди друг като партньор на западните демокрации. Например сенаторът от Охайо Робърт Тафт казва, че в присъдите е имало „дух на дивашко отмъщение“, а екзекуцията на 11 от обвиняемите е „позорно петно в американската история“, за което американците винаги щели да съжаляват! Тази позиция по въпроса е представена в книгата „Образи на смелостта“ на президента на САЩ Джон Кенеди.
В много отношения пропагандните мотиви вземат превес над правото. Например главният френски обвинител на процеса се обявява твърдо против повдигането на обвинения срещу генерал-полковник Алфред Йодъл. Въпреки това генералът е осъден и екзекутиран – включително и по обвинения за планиране на неосъществени военни операции, повдигнати и на фелдмаршал Вилхелм Кайтел. Гореспоменатият е посмъртно оправдан от германски съд през 1953 г., а вдовицата му Луиз години по-късно заявява, че многократно съпругът ѝ е бил обвиняван от съюзническите прокурори въз основа на документи, които не са споделяли със защитата – но той понякога успява да докаже неверността на някои от повдигнатите обвинения, например това, че бил „подпомогнал“ идването на Хитлер на власт през 1933 година. Гросадмирал Ерих Редер е осъден също така и за Операция „Везерюбунг“, немското нахлуване в Дания и Норвегия през април – юни 1940, независимо, че е общопризната целта на операцията – предотвратяване на англо – френска окупация на норвежките пристанища (в частност на незамръзващия Нарвик) и Хинтерланда им и прекъсване на доставките през тях на шведска желязна руда за Германия. Когато Вермахтът дебаркира в Норвегия, съюзническите войски вече са плавали към бреговете ѝ. Приемникът на Редер като главнокомандващ на Кригсмарине Карл Дьониц е обвинен за водене на неограничена подводна война, но е защитен с писмени показания от главнокомандващия на Тихоокеанският флот на САЩ по време на войната адмирал Честър Нимиц, в които заявява, че Съединените щати са използвали същата военна стратегия от влизането си във войната. Британците също започват да потапят всички немски кораби в протока Скагерак без предупреждение от 8 май 1940 година, а съветският флот от своя страна също е потопил в Черно и Балтийско морета десетки кораби с граждански пътници. Част от тях са потопени във водите на неутрални и/или са принадлежали на невоюващи срещу СССР държави (като българският параход „Струма“), а сред тях са и два от случаите с най-големи жертви – потапянията на параходите „Вилхелм Густлоф“ на 30 януари и „Гоя“ на 16 април 1945 година, при които загиват съответно 9600 и между 6 и 7 хиляди души. Също така присъединяването на Австрия към Третия Райх през 1938 г. е определено като акт на „агресия“, независимо че в междувоенния период това е била цел и на социалистическите и комунистическите политици в Австрия. Доминираният от тях австрийски парламент на 12 ноември 1918 година провъзгласява етнически немската част от разпадналата се Австро-Унгария за република с името „Немска Австрия“, съставна част от немската република. С подписването на Сенжерменския мирен договор със Съглашението на 10 септември 1919 година се забраняват името „Немска Австрия“ и обединението на Австрия с Германия, а клерикалният националистически режим на Енгелберт Долфус също е обмислял сериозно дали да обедини страната си с Германия след падането на Хитлеровия режим, защото е виждал Австрия като носителка на истинската немска култура, основана на християнският Корпоративизъм. Именно местните жители гласуват в подкрепа на Аншлуса на плебисцит, не оказват никаква съпротива на Вермахта, а много нацистки държавни ръководители, начело със самия Хитлер и висши офицери са родени в Австрия.
Тъй като още първият член на устава на Трибунала определя компетенцията му като наказването на главните военнопрестъпници на европейските Страни от Оста, за деянията на въоръжените сили на Съюзниците, които също биха могли да бъдат квалифицирани като престъпления срещу мира, военни престъпления и престъпления срещу човечеството, не е предприето никакво съдебно преследване до наши дни. Такива са например Катинското клане, за което съветските прокурори се опитват да обвинят на процеса Хитлеристка Германия, Зимната война, англо–съветското нашествие в Иран и бомбардировките над Дрезден (всъщност заради факта, че именно англо–американците и техните съюзници прилагат през войната най-често, разрушително и смъртоносно бомбардировките над градовете на Страните от Оста и окупираните от тях територии, трибуналът не обвинява райхсмаршал Гьоринг за немските бомбардировки над Варшава, Ротердам, Лондон и Ковънтри, както и за ударите с ракетите Фау-1 и Фау-2, за да не доведат до неудобни сравнения със съюзническите действия. Това е единственото изключение, в което Трибуналът спазва юридическото правило „Tu quoque“ (ти също), според което защитата може да отхвърли обвиненията, тъй като обвинителите (или по-точно страните, които те представляват) са извършвали същите деяния и следователно или самите те подлежат на съдебно преследване или не могат да изпълняват функцията на прокурори. Използването на тази защитна практика е било отказано на обвинените, дори ако деянията са били извършени преди минаването им на страната на Съюзниците – като съвместното германо–съветско нападение над Полша през септември 1939 година, за което на ръководителите и военачалниците на Съветския съюз не са повдигнати обвинения, въпреки че Съветския съюз анексира повече от половината територия на междувоенна Полша. Агресията срещу Чехословакия е още едно от обвиненията на Трибунала. Германският външен министър Йоахим фон Рибентроп е осъден и по обвинение в започването „без официално обявяване“ на Операция „Барбароса“.
При разглеждането на обвиненията за убийства на военнопленници, съдът не обвинява военно–политическите ръководители на Съветския съюз, които провеждат целенасоченото изтребление на свои военнопленници с всички възможни средства, започвайки от Съветско–Финландската война. Това включва и въздушни бомбардировки на немските военнопленнически лагери – защото пленяването е било криминализирано като дезертьорство в СССР. Не са отчетени като смекчаващи вината обстоятелства за обвиняемите и следните факти: 1) високата смъртност на съветските военнопленници, заловени от Вермахта се е дължала в голяма степен на огромния брой попаднали в немски плен военнопленници през 1941 г., които не са могли да бъдат изхранени поради тежко повредената транспортна и стопанска инфраструктура на окупираните от Вермахта съветски територии, причинена от съветското прилагане на тактиката на изгорената земя, и които са се предали в немалката си част заради нежеланието си да се бият за комунистическия тоталитарен режим, лишил ги от основни човешки и личностни права и убил милиони и репресирал по друг начин десетки милиони техни сънародници, много от които техни роднини 2) Съветският съюз съзнателно е провокирал разстрелите на попадналите в немски плен свои войници чрез масови убийства на пленени немски войници, но немското командване бързо овладява желанието на войниците си да се поддават на такива провокации, а от 1942 година до края на войната немското военно–политическо ръководство полага усилия за намаляване на смъртността сред съветските военнопленници, давайки право на други пленници да ги представляват и защитават; 3) Съветският съюз не е признал Хагските конвенции и не е ратифицирал третата Женевска конвенция, което е направило невъзможно пленените червеноармейци да получават помощ в лагерите от Червения кръст, за разлика от военнопленниците от другите съюзнически страни. Не са обвинени военно – политически ръководители на Съюзниците за извършените от тях жестокости спрямо немски военнопленници от 1941 до първите следвоенни години.
Обвинението получава право да използва писмени свидетелства на неприсъстващи лица, чийто произход и достоверност не се проверяват добросъвестно или въобще не се контролират и удостоверяват в повечето случаи, а защитата не може да опровергае сведенията в тях чрез кръстосан разпит. По време на процеса в полза на обвинението са приети около 300 хиляди такива свидетелства, а според член 19 от Устава Трибуналът не е обвързан с формалности при употребата на доказателствата за постигането на целите си, решава сам какви показания и доказателства са допустими и е задължен да бъде експедитивен в дейността си, като приема тези доказателства, имащи стойност според него. Въз основа на това правило пред съда са били възприемани като „доказателства“ и слухове. Докато обвинението има неограничен достъп до материалите по делото, на защитата ѝ е отказван достъп до много доказателства. Показанията и признанията на много от германците са изтръгвани от съюзническите следователи чрез мъчения и/или заплахи срещу тях, роднините и/или близките им. Ролята на съветски прокурор изиграва участвалият активно в сталинския терор от 30–те години Андрей Вишински, а уставът на трибунала приема друг участник в сталинските репресии – съветският съдия в трибунала Йона Никитченко. Свързан със сталинските репресии е и прокурорът Роман Руденко, станал след процеса комендант на създадения от нацистите и използван след 1945 от СССР концлагер Захсенхаузен. В масови гробове край него след Обединението на Германия през 1990 – та година са открити телата на 12500 души, загинали при съветското използване на лагера – предимно деца, юноши и старци.
Руският изследовател Виктор Суворов от своя страна обръща внимание на факта, че пред трибунала не са изправени немски военначалници, който са могли да бъдат съдени и екзекутирани за правене на възможни и дори – за пряко извършване на военни престъпления като Хайнц Гудериан – който от 21 юли 1944 до 28 март 1945 година е бил и началник на Генералния щаб на немските сухопътни войски и по време на чието ръководство е потушено Варшавското въстание, при което загива 20% от населението на града, а той е почти напълно разрушен, Ерих фон Манщайн, Фридрих Паулус и други. Това, според Суворов, е с цел да бъдат сплашени и принудени да мълчат за и участват в прикриването на готвеното през 1941 година от СССР нападение над Германия, защото екзекутираните фелдмаршали Вилхелм Кайтел и Алфред Йодъл и външен министър Йоахим фон Рибернтроп са защитавали упорито тезата, че Германия е започнала войната срещу СССР с цел да изпревари готвения съветски удар, чието осъществяване би я обрекло на бързо поражение.